# الفتى الآلي
الفتى الآلي (بالإنجليزية: Robotboy)‏ مسلسل رسوم متحركة فرنسي وبريطاني من إنتاج شركة فرنسية وكرتون نتورك المسلسل عبارة عن الإنسان الآلي الذي يحلم بأن يكون ولدًا حقيقيًّا ويمتلك القدرة على التطور والتفاعل؛ ليصبح بطلا في صورة سلاح فتّاك قادر على تدمير جيش بأكمله.

## القصة
يعود الفضل إلى العالم المشهور بروفيسور «موشيمو» في ابتكار هذا الإنسان الآلي، الذي يحلم بأن يكون ولدًا حقيقيًّا، ويمتلك القدرة على التطور والتفاعل؛ ليصبح بطلًا في صورة سلاح فتّاك قادر على تدمير جيش بأكمله. يُعجب العالم الشرير «د. كاميكازي» بقدرات «روبوت بوي»، ويسعى إلى خطفه لمساعدته في تنفيذ مخططه الشرير للاستيلاء على العالم؛ إلا أن البروفيسور «موشيمو» يقوم بإرسال «روبوت بوي» للإقامة في منطقة آمنة، مع تابعه «تومي تيرنبول»، البالغ من العمر 10 أعوام، والذي يعمل هو وأصدقاؤه على حمايته، وتعريفه بعالم البشر. تستمر محاولات الشرير «د. كاميكازي» لخطف «روبوت بوي»، ويجهز من أجل ذلك الهدف جيشًا قويًّا، ويحاول أن ينجح في السيطرة على «روبوت بوي» والاستيلاء على العالم ولكن البروفيسور «موشيمو» وتابعه «تومي» ورفاقه يفسدون هذا المخطط، ويبقى حلم «الفتى الآلي» أن يصبح فتى حقيقيًّا.

## الشخصيات

### تومي تيرنبول
فتى يبلغ من العمر 10 سنوات، وهو تابع أمين ومخلص للبروفيسور «موشيمو». ولد أشقر، يتصف بالذكاء وتحمل المسؤولية، ويحظى بحب جميع أصدقائه. يصبح صديقًا مقربًا وناصحًا ومعلمًا لـ«روبوت بوي»، بعد أن أرسله البروفيسور «موشيمو» للإقامة معه؛ حماية له من الشرير «د. كاميكازي». يقوم بتعليم «روبوت بوي» الذي يحلم بأن يصبح ولدًا حقيقيًّا طريقة حياة البشر. صديقاه المقربان جدًّا هما «جاس» و«لولا».

### روبوت بوي (الفتى الآلي)
إنسان آلي يحلم بأن يصبح فتى حقيقيًّا.
قام باختراعه العالم الشهير البروفيسور «موشيمو».
عندما يكون في حالة التفعيل، يصبح صغيرًا؛ ليسهل حمله في حقيبة الظهر.
يمتلك قدرات خارقة، تجعله قادرًا على هزيمة أقوى الجيوش.
يخطط الشرير «د. كاميكازي» لامتلاكه؛ حتى يسخره للسيطرة على العالم.
يقوم البروفيسور «موشيمو» بإرساله للإقامة مع تابعه «تومي تيرنبول»؛ حتى لا يقع في أيدي الشرير «د. كاميكازي» وجيشه.
يقوم «تومي تيرنبول» وأصدقاؤه بحمايته، ويعرفونه بحياة البشر؛ حيث انه يحلم بأن يصبح ولدًا حقيقيًّا.

### بروفيسور موشيمو
عالم مشهور جدًّا، متخصص في اختراع الروبوتات، وهو من قام باختراع «روبوت بوي».
يعلم بمخطط الشرير «د. كاميكازي» لخطف «روبوت بوي»، فيقوم على الفور بإرساله إلى تابعه «تومي تيرنبول»؛ ليصبح آمنًا وبعيدًا عن الشرير «د. كاميكازي».
يعلم عداوة الشرير «د. كاميكازي» له، ويسعى دائمًا إلى إفساد خططه وهزيمته.
قام بخطبة الفتاة اليابانية «ميوميو»، التي تعمل كمساعدة له.
قام أيضا باختراع مجموعة أخرى من الروبوتات هي: «روبوت جيرل، روبوت بيرد، بوتو بوي، روبوت مان».
مقره السري في القطب الجنوبي المتجمد.

### جاس
الصديق المقرب لتومي وهو يحب تومي.
يسمي نفسه بالرجل جي "G-Man".
ساذج ومغفل احيانا ولكنه طيب القلب.
غالبًا ما يوقع تومي في المشاكل.
يتعرض للإهانة كثيرًا من لولا بسبب أفعاله الطائشة.

### لولا
فتاة جميلة، تبلغ من العمر 10 أعوام، تتمتع بثقة عالية في النفس.
أمريكية من أصول إفريقية، فهي ابنة سفير إفريقي ثري.
رغم سنها الصغير؛ إلا أنها تستطيع قيادة الطائرات النفاثة، والتحكم بمهارة في الزوارق المائية السريعة.
معجبة جدًّا بـ«تومي»، وتبدو عنيفة جدًّا في بعض الأحيان، خاصة مع «جاس».

### روبوت جيرل (الفتاة الآلية)
نسخة نسائية لـ«روبوت بوي»، قام باختراعها العالم «موشيمو».
تبدو مشابهة تمامًا لـ«روبوت بوي»، وهي مرحة جدًّا، وفضولية، وكثيرًا ما يسبب لها ذلك ولـ «روبوت بوي» المشكلات.
اخترعها العالم «موشيمو» لمرافقة «روبوت بوي»؛ ومن جانبها لم تتقبله في بداية الأمر، إلا أنها اقتربت منه فيما بعد، وصارت علاقتهما جيدة.
لا تتمتع بنفس قدر الذكاء الذي يتمتع به «روبوت بوي» الذي طلب منه "العالم «موشيمو» أن يعلمها ما عرفه عن الإنسان الحقيقي.

### الشخصيات الشريرة

#### د. كاميكازي
عجوز شرير يسعى إلى خطف الفتى الآلي لمساعدته في تنفيذ مخططه الشرير للاستيلاء على العالم.
يعيش في إمبراطوريته المسماة «جزيرة كاماكازي» (كازي لاند)

#### كنستانتين
اليد اليمنى للدكتور كاماكازي وكساعده المخلص.
رغم ضخامة حجمه فإنه حساس وسريع البكاء.

## الأصوات العربية
- حلمي فودة
- مصطفى البراء (غاز)
- عادل عمر (تومي)
- إيمان غنيم (لولا)
- طارق إسماعيل (كاميكازي)
- محمود عامر
- شهيرة فؤاد
- هاني عبد الحي
- زياد يوسف
- معوض إسماعيل (دوني)
- ياسر رضوان
- محمود إسماعيل
- مؤيد علي

بالاشتراك مع
- محمود زكي
- عادل خلف
- لاشينه لاشين

## المواسم
| المواسم       | عدد الحلقات | تاريخ أول حلقة | تاريخ اخر حلقة |
| ------------- | ----------- | -------------- | -------------- |
| الموسم الأول  | 26          | 11 نوفمبر2005  | 8مارس 2006     |
| الموسم الثاني | 26          | 29أكتوبر 2007  | 27 سبتمبر 2008 |

## روابط خارجية
- الفتى الآلي على موقع IMDb (الإنجليزية)
- الفتى الآلي على موقع ميتاكريتيك (الإنجليزية)
- الفتى الآلي على موقع كينوبويسك (الروسية)
- الفتى الآلي على موقع ألو سيني (الفرنسية)
- الفتى الآلي على موقع قاعدة بيانات الفيلم (الإنجليزية)